# Лаян Лор
Лаян Лор (ісп. Layan Loor; нар. 23 травня 2001, Кантоне-ді-Лаго-Агріо) — еквадорський футболіст, захисник клубу «Універсідад Католіка» (Кіто) та національної збірної Еквадору.
Виступав також за «Депортіво Америка».

## Клубна кар'єра
Народився 23 травня 2001 року в Лаго-Агріо. Вихованець футбольної школи клубу «Універсідад Католіка» (Кіто).
У дорослому футболі дебютував 2020 року виступами на правах оренди за друголігову команду «Депортіво Америка», в якій провів два сезони, взявши участь у 38 матчах чемпіонату. Більшість часу, проведеного у складі «Депортіво Америка», був основним гравцем захисту команди.
У складі головної команди «Універсідад Католіка» (Кіто) дебютував 2022 року, відразу ставши гравцем основного складу.

## Виступи за збірні
2023 року залучався до складу молодіжної збірної Еквадору. На молодіжному рівні зіграв у 6 офіційних матчах, забив один гол.
У червні 2024 року дебютував в офіційних матчах у складі національної збірної Еквадору. Пізніше того ж місяця був включений до її заявки на розіграш Кубка Америки 2024 у США, де, втім, на поле не виходив.
| Дата      | Місто  | Господарі | Результат | Гості   | Турнір           | Голи | Примітки |
| --------- | ------ | --------- | --------- | ------- | ---------------- | ---- | -------- |
| 13-6-2024 | Честер | Еквадор   | 3 – 1     | Болівія | товариський матч | -    |          |
| Усього    |        | Матчів    | 1         |         | Голів            | 0    |          |